# 北越歸來
《北越歸來》（英語：Missing in Action）是一部1984年美國動作片，由約瑟夫·齊托執導，詹姆斯·布魯納（James Bruner）編劇，查克·羅禮士主演。故事根據越戰戰俘及任務中失蹤問題而創作，描述美軍軍官巴洛克上校（Braddock，羅禮士飾演）在十年前從北越戰俘營逃脫後，他決定返回越南尋找並解救在戰爭中失蹤的美國士兵。
羅禮士將該片獻給他的弟弟維蘭德（Wieland），維蘭德是第101空降師的一名士兵，於1970年6月在越南巡邏時為守護里普索德而被殺害。該片的靈感取自上映前的《第一滴血2》（1985年），後者同樣含有相似的救援題材。但也因此被批評是在佔《第一滴血》系列電影的便宜。《北越歸來》儘管獲得多數負面的評價，但在商業上取得了成功，除了成為羅禮士的代表作之一外，還使他成為坎農集團於1980年代最受歡迎的影星。之後，片商又推出了前傳電影《北越歸來2》（1984年）和續集《北越歸來3》（1988年）。

## 劇情
美軍軍官詹姆斯·巴洛克上校在北越戰俘營待了長達七年的時間，最後得以回到美國。戰後，巴洛克隨政府顧問團隊至胡志明市（前稱為西貢），調查有關疑似遭到囚禁的美國士兵一爭議。但在會議上，巴洛克被鄒將軍誣指是個犯下殺害平民的「罪犯」而讓巴洛克氣得離開會議。之後，巴洛克在夜裡偷偷地潛入鄒將軍的家中威脅他說出戰俘們的所在地，並在經過交火後即使返回飯店，而讓自己沒被另一名軍官榮逮到，而鄒則已被巴洛克殺死。
巴洛克決定獨自解救戰俘們並前往泰國曼谷找欠自己人情的老陸軍朋友傑克·塔克幫忙弄到船隻、槍械及直升機，以潛入戰俘們被關押的三角洲地帶。與此同時，榮還帶了數名殺手追殺著巴洛克，但最後仍都被巴洛克所擊敗。巴洛克和塔克潛入三角洲地帶後，巴洛克襲擊了一個戰俘營，但沒發現美國士兵，並從被關押的越南軍人口中得知美國戰俘已在三小時前移至別處。
巴洛克和塔克在經過一番交火後，成功搭直升機帶著數名美國戰俘離開該處，但塔克則在過程中為掩護我方而死去。最後，他們回到胡志明市，並在越南政府在會議中宣布他們與失蹤爭議絕無關係時，巴洛克帶著美國戰俘硬闖入會議中，讓越方的行徑在大眾面前曝了光。

## 演員
- 查克·羅禮士飾演詹姆斯·巴洛克上校（Colonel James Braddock）
- 艾莫特·華許（英语：M. Emmet Walsh）飾演傑克·塔克（Jack Tucker）
- 大衛·特雷斯（David Tress）飾演波特參議員（Sen. Porter）
- 麗諾·卡斯多夫（英语：Lenore Kasdorf）飾演安（Ann）
- 吳漢章飾演鄒將軍（Gen. Trau）
- 厄爾尼·奧爾特加（Ernie Ortega）飾演榮（Vinh）
- 埃里希·安德森（英语：Erich Anderson）飾演麥蘇希（Masucci）
- 塞爾吉奧·加藤（英语：Sergio Kato）飾演保鑣（未掛名）

## 製作
主要拍攝於1984年1月在聖克里斯多福島開始進行，最後在菲律賓結束。

## 反響

### 評價
《北越歸來》在影評界的整體評價以負面居多。eFilmCritic.com的史考特·溫伯格（Scott Weinberg）從滿分5星中給了該片2星，並在評論中表示：「羅禮士做史特龍的事...非常地糟。」2003年，BBC發表了的一篇題為的文章，編輯阿爾瑪·哈弗萊達森（Almar Haflidason）寫道：「《第一滴血》三部曲的失控成功激發了數十起盜版案例」，主因是《北越歸來》系列是最著名的《第一滴血》複製品。而在影評匯總網站爛番茄上，《北越歸來》根據52篇評論而持有的新鮮度僅21%，平均得分4.19／10。
相反地，觀眾的反應較佳；羅禮士說：「我一生中最激動的事情之一是，當我去劇院看《失踪》時，所有人都站起來鼓掌。當時是在西貢的一次會議上，那裡的政客們說不再有戰俘時，我的角色則帶來了他剛剛救出的一些戰俘。」

### 票房
《北越歸來》在商業上取得了成功，足以稱為坎農史上最成功的電影。該片在上映首週末賺了600萬美元的票房收入，全美影帶出租收入超過1000萬美元。僅在美國發行，就為坎農帶來了高達650萬美元的利潤。到了1985年，該片總收入為2600萬美元。

## 續集
續集兼前傳電影《北越歸來2》於1984年上映，第二部續集《北越歸來3》則於1988年推出，兩部片皆由羅禮士主演。

## 延伸閱讀
- Norris, Chuck; Hyams, Joe. . Little, Brown. 1988.

## 外部連結
- 互联网电影数据库（IMDb）上《北越歸來》的资料（英文）
- AllMovie上《北越歸來》的资料（英文）